# Taxfeld

Ausschnitt aus einem Verzeichnis mit etwa 11.000 Postanstalten

Zwischen 1858 und 1964 beruhte die Entfernungsberechnung im Paketverkehr auf Taxquadraten und Gebührenfeldern. Im Deutsch-Österreichischen-Postverein (im Nachtrag zum Revidierten Postvereins-Vertrag, in Kraft getreten am 1. Januar 1858) wurde bestimmt, dass die Entfernung bis einschließlich 20 Meilen unmittelbar von Ort zu Ort gemessen wird. „Bei größeren Entfernungen erfolgt die Messung nach den Mittelpunkten von Quadranten, deren Seiten je einer Länge von 4 deutschen Meilen entsprechen. Alle in demselben Quadrat gelegenen Orte haben die Taxe des Mittelpunktes“.
Die Quadrateinteilung war in der „Postvereins-Vermessungskarte“ festgelegt. Die „Zusammenstellung eines Generalverzeichnisses“ der Postorte mit den zugehörigen Taxquadratzahlen vervollständigte die Arbeit. Jedem Postort war eine Zahl zugeordnet. Eine „Tabelle zur Ermittlung der Porto-Progressionssätze von und nach jedem Taxfelde der Postvereins-Vermessungskarte“ enthielt alle die Nummern. Bei Veränderungen wurde den Nummern ein a oder b angefügt. Neue Gebietsteile kamen hinzu, jedoch ohne Aufnahme in die Vermessungskarte (jedenfalls sind dazu keine Unterlagen bekannt). Die Vermessungskarte deckte ein Gebiet von der dänischen Grenze bis nach Italien (Triest) ab.
Mit der Bildung des Norddeutschen Bundes musste zwangsläufig auch der „Deutsch-Österreichische-Postverein“ sein Ende finden. Nun werden „die Entfernungen nach geographischen Meilen“ bestimmt. Das Postgebiet wird in quadratische Taxfelder von höchstens 2 Meilen Seitenlänge eingeteilt. Der direkte Abstand des Diagonal-Kreuzpunktes von einem Quadrat zum anderen bildet die Entfernungsstufe, welche für die Taxierung der Sendungen von den Postanstalten maßgebend ist. Waren die Felder zuvor 4 × 4 Meilen groß, so maßen nun die Taxfelder (von denen es mehr als 5610 gab) 2 × 2 Meilen. Auch hier gab es nachträgliche Änderungen, so durch die Einbeziehung von Elsaß-Lothringen.
Das „Gesetz betreffend einige Abänderungen des Gesetzes über das Posttaxwesen im Gebiet des Deutschen Reiches vom 28. Oktober 1871“, vom 17. Mai 1873, das zum 1. Januar 1874 in Kraft trat, vereinfachte die Entfernungsberechnungen. Für Pakete bis 5 kg gelten nur zwei Entfernungen (bis 10 Meilen und darüber). Bei schwereren Paketen kam für jedes Kilogramm in 6 Stufen (10, 20, 50, 100, 150 und über 150 Meilen) ein bestimmter Betrag hinzu.
Jedem Taxquadrat waren Berechnungsfaktoren zugeordnet. Einige Verlage der damaligen Zeit gaben (um Beamten, Kaufleuten usw. bei der Berechnung behilflich zu sein) „Post- und Telegraphenhandbücher“ heraus, denen man die notwendigen Angaben entnehmen konnte. Die Zahlen in zwei Spalten (mit „Entfernungsmesser“ überschrieben) bezeichnen den von über den gesamten Taxquadratbereich von 0 bis 204 Meilen (mit je 2 Meilen) fortgehenden Breiten- und Längengrad diejenigen Gradlinien, die den Diagonal-Kreuzpunkt (Mittelpunkt) des Taxquadrats, mit der Postanstalt, in Breite und Länge durchschneidet. In Spalte I stehen die Breitengrade, in II die Längengrade. Die Entfernung zweier Taxquadrate ergibt sich aus der Differenz der betreffenden Zahlen. Die Zahlen aus I und II werden untereinander geschrieben und die Differenz berechnet. Die Summe wird mit sich multipliziert und die Produkte addiert. Die aus diesem zu ziehende Quadratwurzel stellt die richtige Entfernung in deutschen Meilen (15 auf einen Äquatorgrad) dar. Bruchmeilen werden nicht berücksichtigt.

Berechnungsbeispiel zur Entfernungsberechnung

Ein Beispiel soll die Berechnungsweise verdeutlichen. Es soll die Entfernung und damit das Porto für ein Paket von 29 Pfund von
Borghorst (Oberpostdirektion Münster) nach Langelsheim (OPD Braunschweig) berechnet werden:
- Borghorst hat die Entfernungsmesser-Angabe 52 / 186, Langelsheim 58 / 158.
- Der Differenzbetrag zwischen den ersten und zweiten Zahlen beträgt 6 bzw. 28.
- Diese Zahlen waren mit sich selbst zu multiplizieren und dann zu addieren; in unserem Fall ergibt dies 36 + 784 = 820.
- Die Zahl 820 ist in der Zusammenstellung als Quadratzahl, aus der die Wurzel ermittelt werden kann, nicht aufgeführt. Es kommt deshalb die nächstkleinere der aufgeführten Quadratzahlen 841 und 784 zur Anwendung; also 784.
- Zu 784 gehört die (gleichzeitig als Meilenzahl zu betrachtende) Quadratwurzel 28.
- Die Entfernung beträgt mithin 28 Meilen (210 km). Die Taxierung der Postgegenstände erfolgt somit nach dem 6. Progressionssatz.
- In unserem Beispiel kostet das Paket also 30 Sgr, da der Tarif je Pfund oder Teile davon zwischen 25 und 30 Meilen 1 Sgr beträgt.

Die tatsächliche Entfernung zwischen Steinfurt-Borghost und Langelsheim beträgt in Luftlinie rund 202 km, d. h. die im Beispiel anhand der Taxquadrate ermittelte Entfernung von 210 km ist hinreichend genau (relativer Fehler unter 4 %).